# Fiodor Pietrowski
Fiodor Pawłowicz Pietrowski (ros. Фёдор Павлович Петровский, ur. 2 czerwca?/15 czerwca 1907 w Smoleńsku, zm. 18 października 1959 w Moskwie) – funkcjonariusz radzieckich służb specjalnych, generał major.

## Życiorys
Działacz Komsomołu, od kwietnia 1925 członek WKP(b), od listopada 1925 do września 1926 kierownik Wydziału Agitacyjno-Propagandowego Gubernialnego Komitetu Komsomołu w Saratowie, od marca do października 1928 przewodniczący biura młodych pionierów gubernialnego komitetu Komsomołu w Saratowie, od kwietnia 1929 do lutego 1930 kierownik Wydziału Wiejskiego Krajowego Komitetu Komsomołu w Saratowie, od lipca 1931 II sekretarz, a od czerwca 1932 do lutego 1933 I sekretarz Krajowego Komitetu Komsomołu Kraju Dolnowołżańskiego. Od 7 lipca 1936 funkcjonariusz NKWD, od 22 grudnia 1936 porucznik bezpieczeństwa państwowego, od 1 września do października 1938 zastępca szefa Oddziału 4 Wydziału 1 Zarządu 3 NKWD ZSRR, od października 1938 do 1939 zastępca szefa oddziału Wydziału 1 Głównego Zarządu Transportowego (GTU) NKWD ZSRR, w 1939 starszy śledczy Sekcji Śledczej NKWD ZSRR, od 5 sierpnia 1939 do 27 lutego 1941 naczelnik Pierwszej Grupy i pomocnik szefa Sekcji Śledczej GTU NKWD ZSRR, 11 kwietnia 1939 awansowany na starszego porucznika bezpieczeństwa państwowego. Od 7 marca do 9 sierpnia 1941 szef Wydziału 2 Sekcji Śledczej NKGB ZSRR, 12 lipca 1941 awansowany na kapitana bezpieczeństwa państwowego, od 9 sierpnia 1941 do 16 grudnia 1942 zastępca szefa Wydziału 1 Zarządu Transportowego NKWD ZSRR, od 16 grudnia 1942 do 7 maja 1943 zastępca szefa Sekcji Śledczej Zarządu Transportowego NKWD ZSRR, 11 lutego 1943 awansowany na podpułkownika bezpieczeństwa państwowego, od 7 maja 1943 do 7 października 1950 szef Zarządu NKWD/MWD obwodu nowosybirskiego, 12 maja 1943 mianowany komisarzem bezpieczeństwa państwowego, a 9 lipca 1945 generałem majorem. Od czerwca do listopada 1945 zastępca szefa Sektora Operacyjnego NKWD prowincji Brandenburgia (Poczdam), od 7 października do 25 grudnia 1950 szef Wydziału do Walki z Brakiem Opieki i Nadzoru nad Dziećmi MWD ZSRR, od 25 grudnia 1950 do 13 marca 1952 szef Wydziału Kolonii Dziecięcych MWD ZSRR, od 13 marca 1952 do 12 marca 1953 I zastępca szefa Głównego Zarządu Ochrony Pożarniczej MWD ZSRR, a od 12 marca 1953 do 4 grudnia 1954 szef tego zarządu, potem w dyspozycji Zarządu Kadr MWD ZSRR, od 8 marca 1955 do 28 lipca 1956 szef Zarządu Gospodarczego MWD RFSRR, następnie zwolniony "z powodu dyskredytacji" i 27 sierpnia 1956 pozbawiony stopnia generalskiego.

## Odznaczenia
- Order Czerwonego Sztandaru (20 września 1943)
- Order Czerwonego Sztandaru Pracy (dwukrotnie: 13 grudnia 1944, 19 września 1952)
- Order Czerwonej Gwiazdy (czterokrotnie: 24 listopada 1942, 28 czerwca 1945, 24 sierpnia 1949, 20 marca 1952)
- Odznaka „Zasłużony Funkcjonariusz NKWD” (4 lutego 1942)

oraz 5 medali